# Mohammad-Reza Shajarian
Mohammad-Reza Shajarian (in persiano محمدرضا شجريان‎; Mashhad, 23 settembre 1940 – Teheran, 8 ottobre 2020) è stato un cantante e musicista iraniano, maestro della musica tradizionale persiana. 
Oltre a ciò era anche noto per le sue abilità nella calligrafia persiana insieme a diverse attività umanitarie.
Shajarian iniziò la sua carriera come cantante nel 1959 alla Radio Khorasan aumentando di popolarità negli anni '60 grazie al suo stile di canto. I suoi principali insegnanti sono stati Ahmad Ebadi, Esmaeil Mehrtash, Abdollah Davami, e Nour-Ali Boroumand.
Ha anche imparato i stili di canto di generazioni passate comprese quelli di artisti come Reza Gholi, Mirza Zelli, Fariborz Manouchehri, Ghamar Molouk Vaziri, Eghbal Azar, e Taj Isfahani.
Menzionò anche di essere stato influenzato molto dal solista di tar persiano Jalil Shajnaz, dicendo di aver provato più volte a imitare lo stesso stile con il suo canto.
Shajarian collaborò anche con musicisti come Parviz Meshkatian, Mohammad Reza Lotfi, Hossein Alizadeh, Faramarz Payvar, Dariush Pirniakan, e Sohrab Pournazeri.
Fu considerato come un cantante di talento nello stile Dastgah tradizionale. Nel 1999, L'UNESCO in Francia gli conferì il Picasso Award e nel 2006 la medaglia Mozart. Nel 2017 il Los Angeles Times lo considerò come il più grande maestro di musica persiana classica in vita.
I suoi lavori riguardano anche alcune canzoni persiane etniche come la musica Mezandarani, la musica Azeri e la musica Kurdu insieme alla musica Lur.
Dopo il suo supporto nei confronti del movimento verde iraniano e le sue critiche contro il governo iraniano, gli venne proibito di tenere concerti e di pubblicare musica.